# Західний науковий центр НАН України і МОН України
«За́хідний науко́вий це́нтр Націона́льної акаде́мії нау́к Украї́ни і Міністе́рства осві́ти і нау́ки Украї́ни» — основна організуюча і координуюча ланка регіональної системи науково-технічної та інноваційної діяльності в західних областях України, орієнтованої на вирішення актуальних соціально-економічних та культурних проблем розвитку регіону.
У 1972 р. Підстригач Ярослав Степанович стає академіком АН УРСР та  голова Західного наукового центру Академії наук.
Яворський Михайло Степанович працював  вченим секретарем Західного наукового центру Національної академії наук України та завідувачем відділу комітету економіки і розвитку території. 
Західний науковий центр НАН України і МОН України об'єднує науковців семи областей: Волинської, Івано-Франківської, Закарпатської, Львівської, Рівненської, Тернопільської та Чернівецької.
У західному регіоні функціонує
23 установи Національної академії наук України,
33 вищих навчальних заклади
137 галузевих науково-дослідних та дослідно-конструкторських установ, в яких працює понад 18 тис. співробітників, в тому числі: 8 академіків та 19 член-кореспондентів Національної академії наук України, понад 1600 докторів наук, більше 7000 кандидатів наук.
Пріоритетними напрямками науково-координаційної та пошукової діяльності є:
- системи управління та екологічного регулювання розвитку регіону, транскордонне співробітництво;
- створення та освоєння ресурсозбережних, енергоощадних екологічно чистих технологій енергетики, приладо- та машинобудування;
- розробка і впровадження технологій зміцнення конструкційних матеріалів, методів антикорозійного захисту трубопроводів;
- вдосконалення виробництва калійних добрив;
- підвищення нафто- та газовіддачі пластів на родовищах Прикарпаття;
- раціональне використання та охорона природних ресурсів Карпат і басейнів рік Дністер, Західний Буг, Тиса;
- розробка і впровадження систем інформатизації областей регіону;
- дослідження соціогуманітарних проблем людини, проведення моніторингу подій, визначення рейтингу політичних лідерів;
- збереження та відтворення народних промислів, ремесел; дослідження мистецьких пам'яток регіону;.
- підтримка й виявлення обдарованих і талановитих дітей в рамках співпраці з Малою академією наук учнівської молоді.

Ці напрями є ключовими при створенні комплексних цільових програм соціально-економічного, науково-технічного та інноваційного розвитку західного регіону України за участю Західного наукового центру та його установ, розвитку міжрегіонального співробітництва у сфері науки та освіти.